# دولة فيتنام
دولة فيتنام (بالإنجليزية: The State of Vietnam)‏، كانت دولة فيتنام (السابقة) كيانًا حكوميًا في جنوب شرق آسيا كان موجودًا من عام 1949 حتى عام 1955، أولاً كعضو في الاتحاد الفرنسي ولاحقًا باسم بلد (من 21 يوليو 1954 إلى 26 أكتوبر 1955). ادعت الدولة السيطرة على جميع أنحاء فيتنام خلال حرب الهند الصينية الأولى، على الرغم من أن أجزاء كبيرة من أراضيها كانت تحت سيطرة جمهورية فيتنام الديمقراطية.